# Maulbronn
Maulbronn è una città tedesca situata nel land del Baden-Württemberg nel sud della Germania.